# Зелёный (Пушкинский район)
Зелёный — посёлок сельского типа в Пушкинском районе Московской области России. Входит в состав сельского поселения Царёвское, 1994—2006 гг. — посёлок Царёвского сельского округа. Население — 19 чел. (2010).

## География
Расположен на севере Московской области, в юго-восточной части Пушкинского района, примерно в 8 км к востоку от центра города Пушкино и 23 км от Московской кольцевой автодороги, на Красноармейском шоссе (46К-8080).
В 5 км к западу — Ярославское шоссе М8, в 5 км к северу — Московское малое кольцо А107, в 7 км к западу — линия Ярославского направления Московской железной дороги. Ближайшие населённые пункты — деревня Коптелино, посёлки Доровское и зверосовхоза.

## Транспорт
- 21 (ст. Пушкино — Красноармейск)
- 317 (Красноармейск — Москва (м. ВДНХ))

## Население
| 2002 | 2006 | 2010 |
| ---- | ---- | ---- |
| 6    | ↗12  | ↗19  |